# 莫里斯敦鎮區 (明尼蘇達州賴斯縣)
莫里斯敦鎮區（英語：Morristown Township）是位於美國明尼蘇達州賴斯縣的一個行政鎮區。

## 歷史
莫里斯敦鎮區於1858年成立，得名自早期定居者喬納森·莫里斯（Jonathan Morris）。

## 地方資料
莫里斯敦鎮區的面積為90.48平方千米，當中陸地面積為85.10平方千米，而水域面積為5.38平方千米。根據2020年美國人口普查的數據，當地共有人口647人，而人口密度為每平方千米7.15人。